# Okres Tuchola
Okres Tuchola (polsky Powiat tucholski) je okres v polském Kujavsko-pomořském vojvodství. Rozlohu má 1075,27 km² a v roce 2020 zde žilo 48 322 obyvatel. Sídlem správy okresu je město Tuchola.

## Gminy
Městsko-vesnická:
- Tuchola

Vesnické:
- Cekcyn
- Gostycyn
- Kęsowo
- Lubiewo
- Śliwice

## Město
- Tuchola

## Sousední okresy

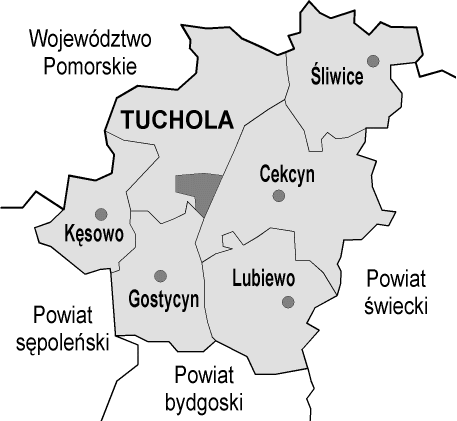
Mapa gmin okresu

| Růžice kompasu | Chojnice          | Chojnice      | Starogard | Růžice kompasu |
| Růžice kompasu | Chojnice, Sępólno | Sever         | Świecie   | Růžice kompasu |
| Růžice kompasu | Chojnice, Sępólno | Okres Tuchola | Świecie   | Růžice kompasu |
| Růžice kompasu | Chojnice, Sępólno | Jih           | Świecie   | Růžice kompasu |
| Růžice kompasu | Sępólno           | Bydhošť       | Świecie   | Růžice kompasu |